# Gotthard Feist
Adolf Erich Gotthardt Feist (* 2. November 1906 in Schreiberhau, Landkreis Hirschberg im Riesengebirge, Provinz Schlesien; † 24. November 1993) war ein deutscher FDGB-Funktionär. Er war der Vater von Margot Honecker, der Ehefrau des DDR-Staatslenkers Erich Honecker.

## Leben und Wirken
Gotthard Feist war der Sohn eines Eisenbahners und wuchs in Schreiberhau auf. Nach dem Besuch der Volksschule absolvierte er eine Ausbildung zum Schuhmacher und war anschließend in diesem Beruf tätig.
Im Jahr 1923 wurde Feist Mitglied des KJVD und 1924 dann Mitglied der KPD. Da er sich im Widerstand gegen den Nationalsozialismus beteiligte, wurde er im Januar 1934 wegen Vorbereitung zum Hochverrat verhaftet und wenig später vom 5. Strafsenat des Kammergerichtes Berlin zu zwei Jahren und neun Monaten Zuchthaus verurteilt. Die Haftstrafe verbüßte er zunächst im Zuchthaus Halle/Saale, später im KZ Lichtenburg und dann im KZ Buchenwald. Seine Wohnung in der Torstraße 36 in Halle an der Saale war bis zum Jahr 1938 eine von drei Anlaufstellen für Kuriere und Material der KPD-Abschnittsleitung aus Prag. 
Ab April 1940 nahm Feist als Soldat am Zweiten Weltkrieg teil. Vom Kriegsende bis Anfang 1946 befand er sich in britischer Kriegsgefangenschaft.
Im Jahr 1946 wurde Feist Mitglied des FDGB und mit der Zwangsvereinigung von SPD und KPD Mitglied der SED. Er war von 1946 bis 1947 der organisatorische Instrukteur des FDGB-Landesverbands Sachsen. Von 1947 bis 1950 war er FDGB-Vorsitzender von Halle (Saale). Ab dem Jahr 1951 war Feist Leiter der FDGB-Westkommission.
1956 wurde er mit dem Vaterländischen Verdienstorden in Bronze ausgezeichnet. 1966 erhielt er den Vaterländischen Verdienstorden in Gold und 1974 die dazu gehörige Ehrenspange. 1976 wurde er mit dem Karl-Marx-Orden ausgezeichnet.

## Familie
Gotthard Feist war von 1926 bis zu ihrem Tod mit der in Lützen geborenen Matratzenfabrikarbeiterin Helene, geb. Horst (1906–1940) verheiratet. Sie starb im Jahr 1940 mit 34 Jahren an den Folgen eines Schwangerschaftsabbruchs.  Aus der Ehe gingen zwei Kinder hervor.
Sein Sohn Manfred Feist war von 1966 bis 1989 der Leiter der Abteilung für Auslandsinformation im Zentralkomitee der SED (ZK).
Seine Tochter Margot war von 1963 bis 1989 die Ministerin für Volksbildung in der DDR.
Sein Schwiegersohn Erich Honecker war von 1971 bis 1989 Erster Sekretär bzw. Generalsekretär des ZK der SED und von 1976 bis 1989
der Staatsratsvorsitzende der Deutschen Demokratischen Republik.
Gotthard Feist starb am 24. November 1993 im Alter von 87 Jahren.